# The Little Substitute
The Little Substitute è un cortometraggio muto del 1913. Il nome del regista non viene riportato nei credit.

## Trama
La zia di un bambino, alla quale era stata affidata la cura del piccolo, lo sostituisce con un altro quando questi muore.

## Produzione
Il film fu prodotto dalla Essanay Film Manufacturing Company.

## Distribuzione
Distribuito dalla General Film Company, il film - un cortometraggio di una bobina - uscì nelle sale cinematografiche USA il 25 novembre 1913.